# Bibliología

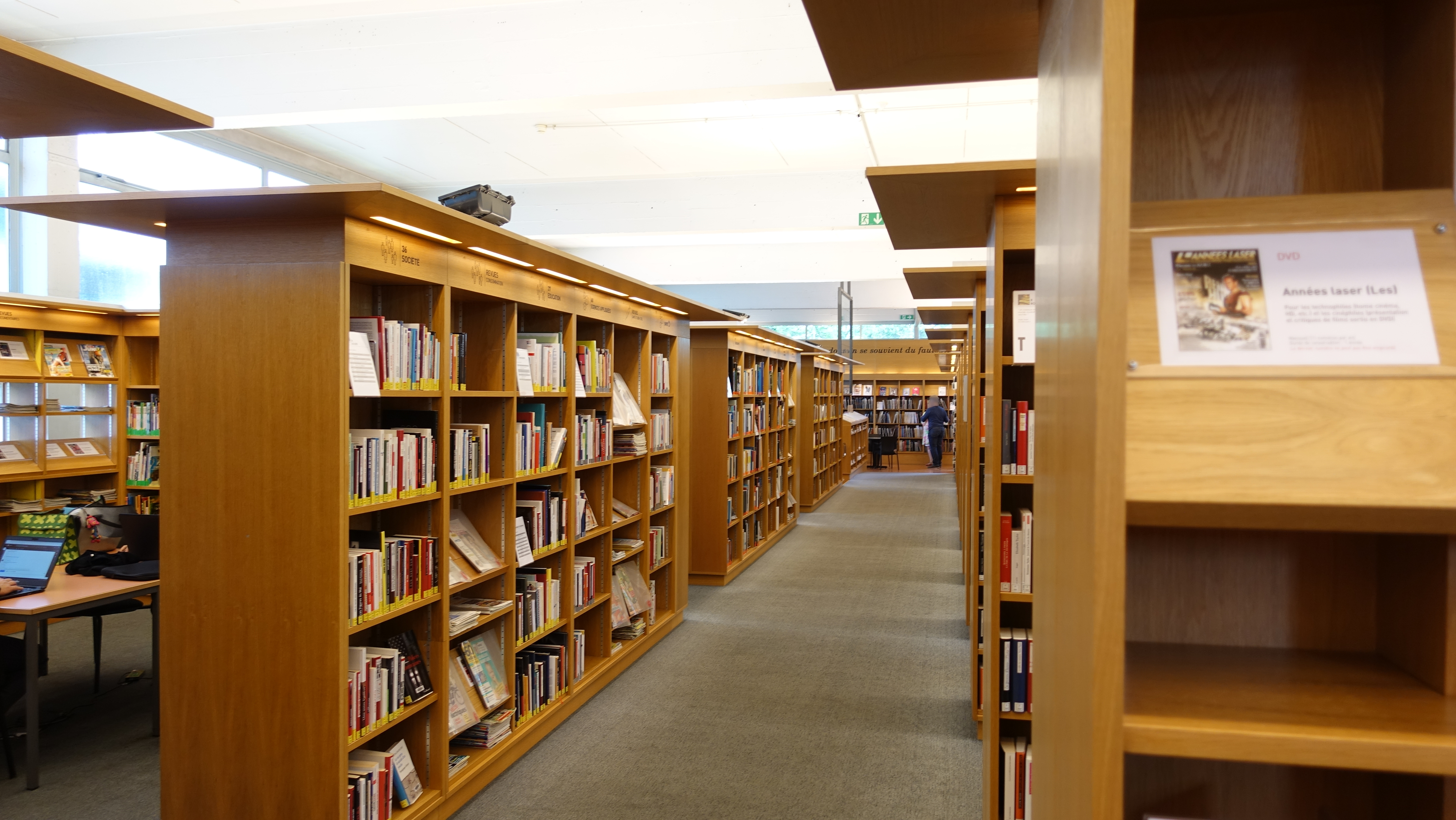
Biblioteca de Carouge, Suiza

Se llama bibliología a la «ciencia que se ocupa del libro» propiamente «en sus aspectos internos y externos», o sea, al estudio del libro, ya sea aisladamente, desvinculado de la materia del contenido y observando sus condiciones materiales, literarias, evolución en el tiempo, signos de autenticidad y características de mérito, ya sea estudiándolo en conjunto, como colecciones o bibliotecas.
El término se confunde por muchos con la bibliografía «que es más bien el estudio, descripción y conocimiento del libro y de sus ediciones» del conocimiento de repertorios o catálogos determinando el lugar que ocupan dentro de un movimiento cultural o en estudios «sobre la imprenta en los diferentes países».Del Burgo et al., 1943, p. 245</ref>
Pueden considerarse, pues, partes o ramas de la Bibliología, entre otras, las siguientes:
- Bibliografía, conjunto de libros sobre un mismo tema.
- Biblioteconomía, estudia los libros en lo relativo a su clasificación y ordenamiento en las bibliotecas.

## Historia
El origen del término bibliología se atribuye al bibliotecario y bibliógrafo francés Gabriel Peignot cuando en 1802 la define como la «ciencia del libro» considerando a la bibliografía como una rama de aquella.